# Ochrus duplicatus
Ochrus duplicatus är en skalbaggsart som beskrevs av Dilma Solange Napp och Martins 1982. Ochrus duplicatus ingår i släktet Ochrus och familjen långhorningar. Inga underarter finns listade i Catalogue of Life.